# Высотский, Виктор Викторович
Виктор Викторович Высотский (Высоцкий) (17 (29) марта 1857 — 29 декабря 1938, Ницца, Франция) — генерал от инфантерии, военный юрист.

## Биография

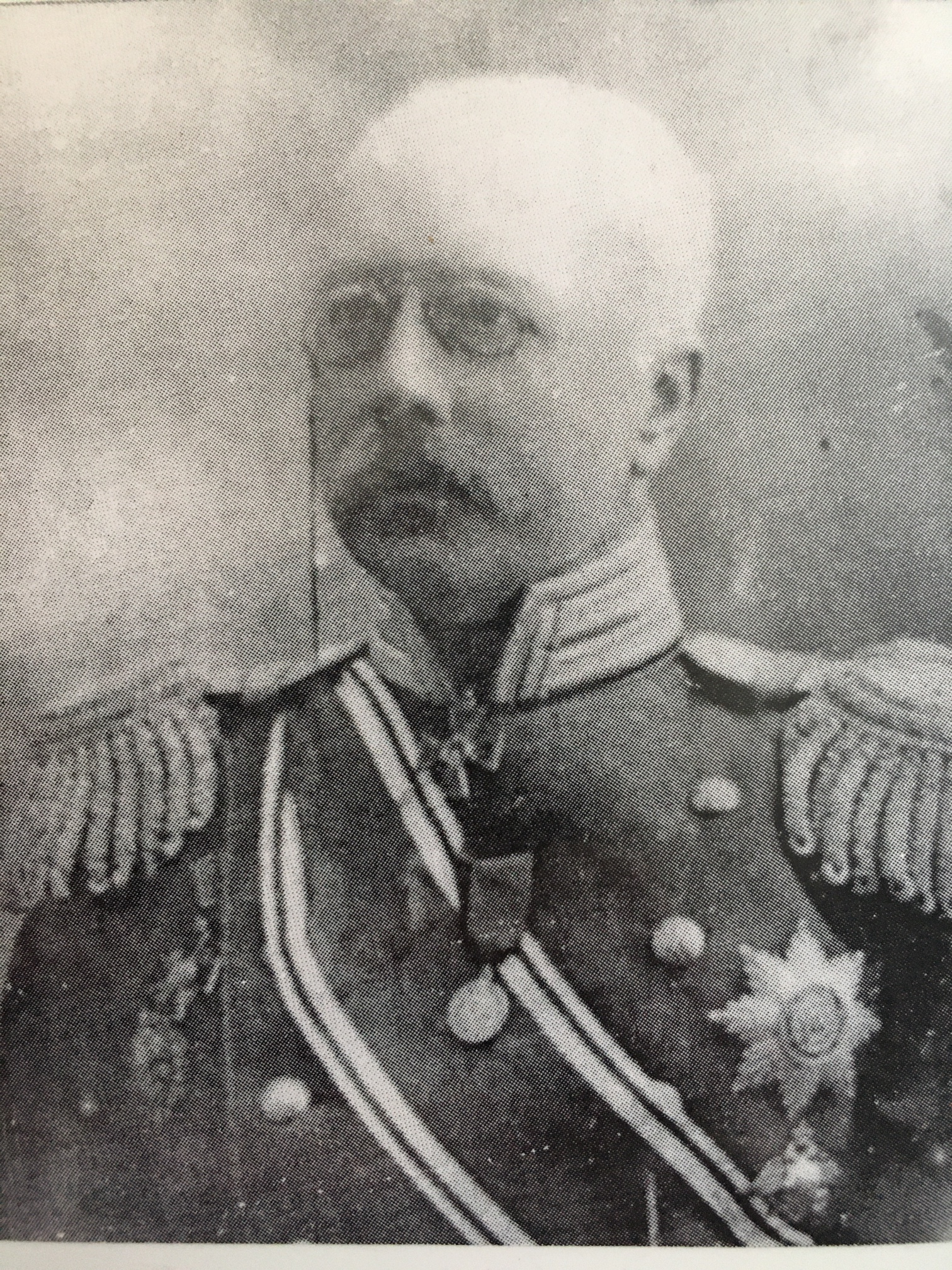
Высотский, Виктор Викторович

Происходил из дворянского рода Высотских. Дед, Григорий Иванович (1761—?), происходил из дворян; окончил Московский университет (1785) и был советником Московской палаты суда и расправы. Отец, Виктор Григорьевич (1806—1877) — председатель Богородской земской управы, почётный мировой судья; мать — Елизавета Сергеевна, урождённая графиня Каменская (1819—1883) — дочь графа, генерала от инфантерии Сергея Михайловича Каменского от его второго брака с Екатериной Фёдоровной Левшиной.
В 1874 году окончил Лазаревский институт восточных языков. Выбрав военную стезю, окончил в 1876 году Николаевское кавалерийское училище и прапорщиком был зачислен в 1-ю гренадерскую артиллерийскую бригаду. Затем окончил в 1884 году Военную юридическую академию и стал служить по военно-судебному ведомству.
Подпоручик с 1877, поручик с 1878, штабс-капитан с 1883, капитан с 1884, подполковник с 1887, полковник с 1891 года. С 1885 года — помощник прокурора, с 1889 года — военный следователь; 8 июня 1895 года был назначен военным судьёй Варшавского военного округа; произведён в генерал-майоры 6 декабря 1900 года.
Со 2 декабря 1905 года — прокурор Московского военно-окружного суда; 22 апреля 1907 года произведён в генерал-лейтенанты.
С 19 февраля 1908 года — председатель Казанского Военно-окружного суда.
С 3 октября 1912 года в отставке с чином генерал от инфантерии. Перед революцией жил с семьёй в Крыму, на вилле «Сыра-Тепе», граничившей с территорией Ливадийского царского дворца; был предводителем Ялтинского дворянства.

## Награды
- орден Св. Анны 3-й ст. (1888)
- орден Св. Станислава 2-й ст. (1893)
- орден Св. Анны 2-й ст. (1898)
- орден Св. Владимира 3-й ст. (1904)
- орден Св. Станислава 1-й ст. (1909).

## Семья
Фактически, был женат дважды.

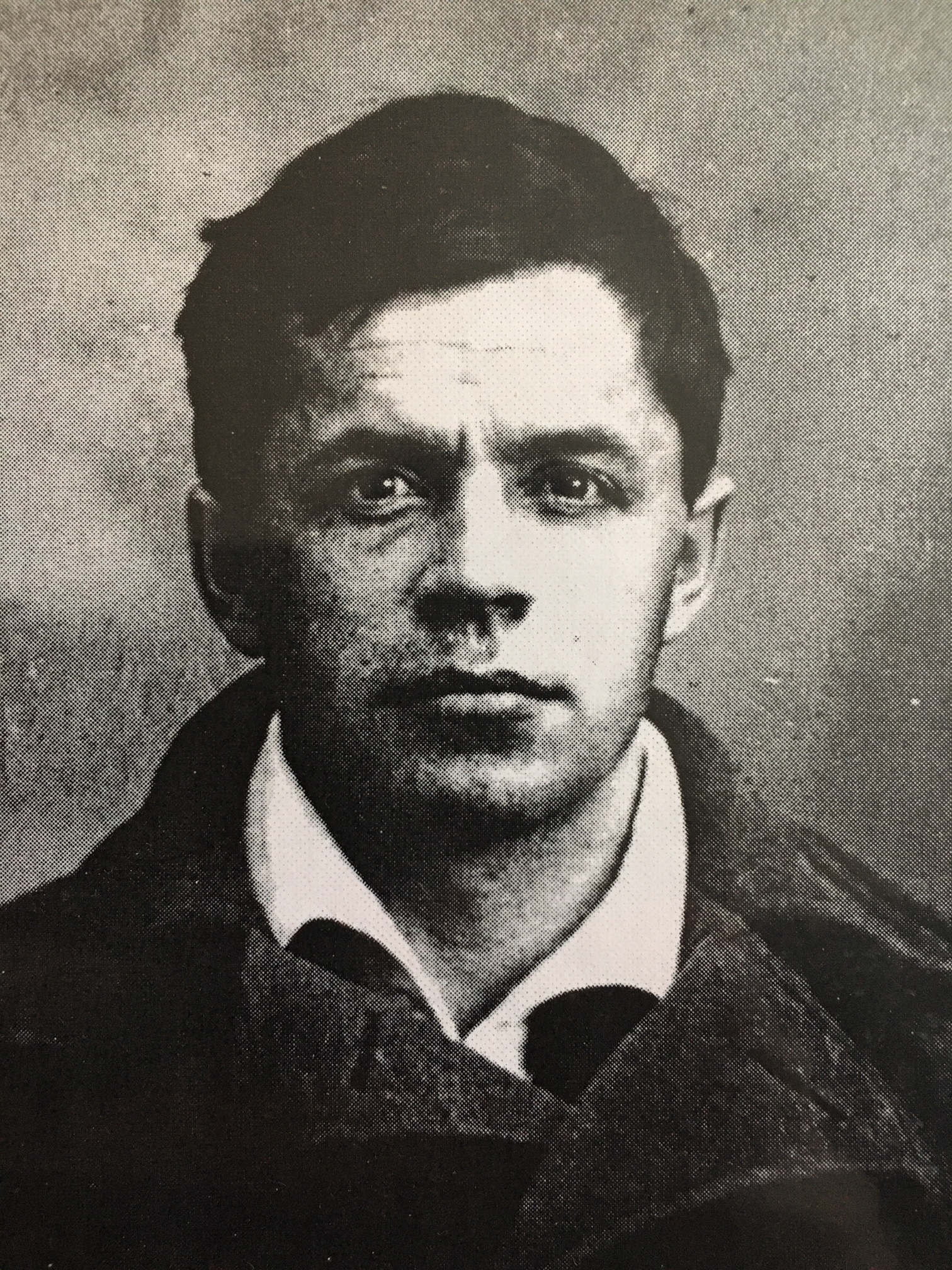
Николай Викторович Олехнович

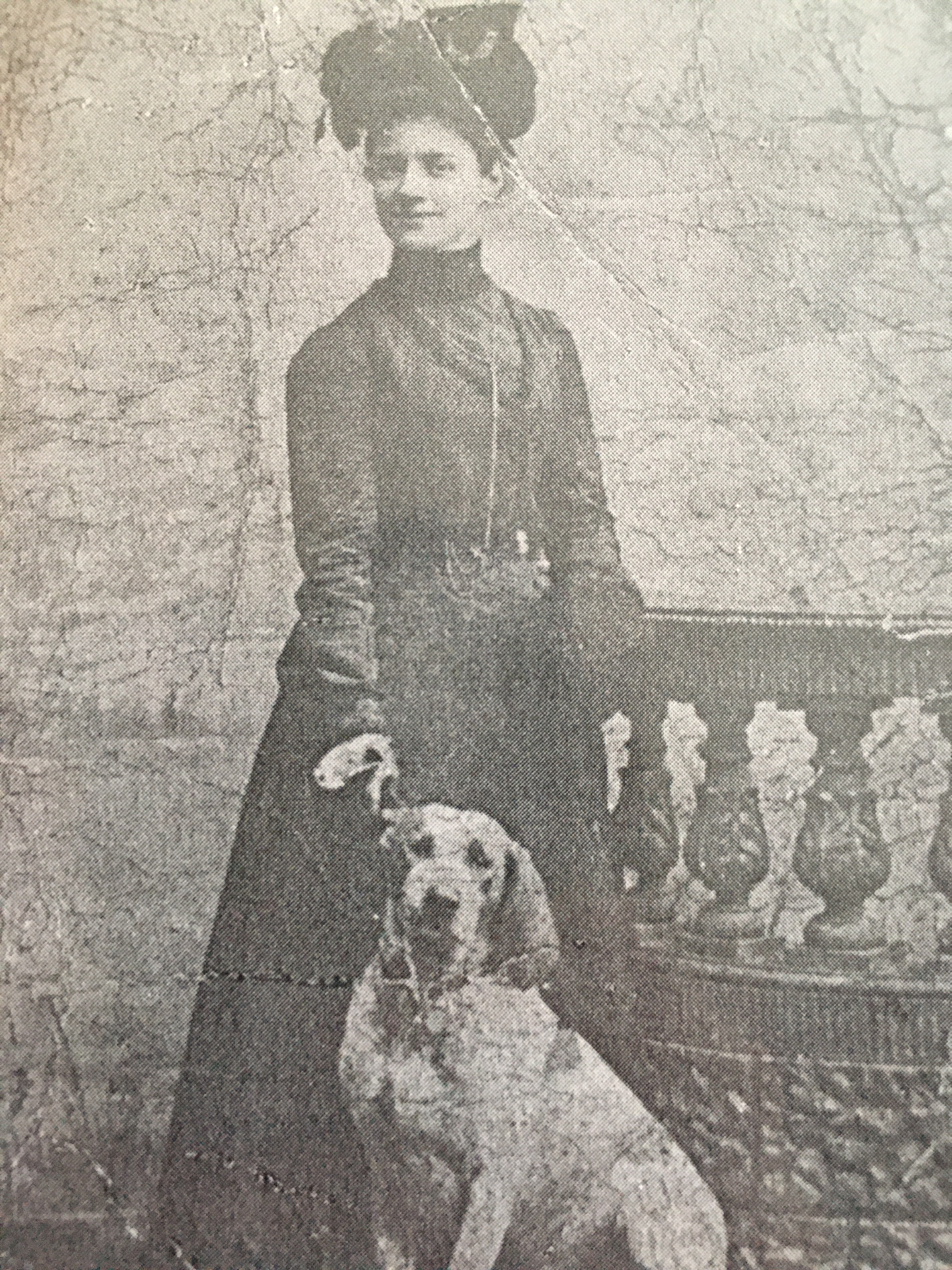
Мария Ивановна Олехнович

От первого брака с Марией Николаевной Казакевич родилась дочь Елизавета, вышедшая в 1904 году замуж за В. С. Дебольского (сына С. Г. и В. Л. Дебольских) и Людмила.
Второй брак был гражданский, поскольку у первой жены, Марии Николаевны, было помутнение рассудка и развод был невозможен. От Марии Ивановны Олехнович (1876, Санкт-Петербург — 28.12.1937, ГУЛАГ, Узбекистан) он имел четырёх сыновей, которых он официально усыновил в 1915 году и им был присвоен статус личного почётного гражданства:
- Николай Викторович Олехнович (29.06.1904—13.03.1970)
- Георгий Викторович Олехнович (1905—?)
- Михаил Викторович Олехнович (1906—?)
- Виктор Викторович Олехнович (1907—?).

В 1920 году вместе с сыновьями Георгием, Михаилом и Виктором Высотский эмигрировал во Францию. Позже, после войны, Михаил и Виктор вернулись в СССР.
Его старший брат, Сергей Викторович Высотский (1854—1912) во втором браке с Анной Михайловной Дорошкевич (09.11.1869—19.08.1949), имел 3 дочерей — Наталью (19.10.1897—1971), в замужестве Бернар, Елизавету (07.01.1900—1980) и Анну (25.01.1904—1960), в замужестве Раевская) и сына Сергея Сергеевича Высотского (25.09.1907—1986)., ставшего известным советским лингвистом